# Syzygium palghatense
Syzygium palghatense är en myrtenväxtart som beskrevs av James Sykes Gamble. Syzygium palghatense ingår i släktet Syzygium och familjen myrtenväxter. IUCN kategoriserar arten globalt som akut hotad. Inga underarter finns listade i Catalogue of Life.